# 奧斯特韋克
奧斯特韋克（荷蘭語：Oisterwijk，荷蘭語發音：[ˈoːstərˌʋɛik] ⓘ）是荷蘭的一個市鎮和城市，位於荷蘭南部，在行政區劃上屬於北布拉班特省。奧斯特韋克在1230年獲得城市地位。

## 外部連結
- 维基共享资源上的相關多媒體資源：奧斯特韋克
- Official website （页面存档备份，存于）